# نیو دورپ (استتن آیلند)
نیو دورپ (به انگلیسی: New Dorp) یک منطقهٔ مسکونی در ایالات متحده آمریکا و شهر نیویورک است که در ساحل شرقی استتن آیلند واقع شده‌است. مرز نیو دورپ از جنوب شرقی به جاده میل، از جنوب غربی به جاده تایسنز، از شمال غربی به جاده‌های آمبوی و ریچموند و از شمال شرقی به خیابان بنکرافت محدود شده‌است. در جنوب غربی مجاور است با اوک‌وود، در شمال غربی با تات‌هیل دنگان هیلز و گرنت سیتی، و همچنین ساحل میدلند و میلرفیلد در جنوب شرقی. ساحل نیو دورپ که با ضلع شرقی هم‌مرز است، اغلب در نقشه‌ها به عنوان محله‌ای جداگانه از جاده میل تا ساحل خلیج پایین نیویورک ذکر شده‌است، اما به‌طور کلی بخشی از نیو دورپ محسوب می‌شود. نیو دورپ ۲۸٬۲۲۵ نفر جمعیت دارد.